# Victor Huguenin
Jean Pierre Victor Huguenin llamado ,Victor Huguenin, , nacido el 21 de febrero de 1802 en Dole, y fallecido el 8 de enero de 1860 en París, es un escultor francés.

## Datos biográficos
Hijo del músico Victor Huguenin , fue alumno de Jules Ramey en la Ecole des Beaux-Arts de París.
Después de enseñar en Besanzón, regresó a París. 
Expuso en varias exposiciones y recibió comisiones de Luis Felipe para el Museo Histórico de Versalles, el Jardín de Luxemburgo y en el cour del Louvre.

## Obras
Entre las mejores y más conocidas obras de Victor Huguenin se incluyen las siguientes:
- Prometeo devorado por los buitres (1825).

- Prometeo encadenado a la roca.

- Carlos VI y Odette de Champdivers (1839) relieve en el museo de Brou en Bourg-en-Bresse.[1]

- Virgen y el Niño de la catedral de Notre-Dame de Dole.

- La casta Susana y el desvanecimiento de Psique (1859)

- Valentina de Milán (1868) de la serie y Reinas de Francia y mujeres ilustres del Jardín de Luxemburgo

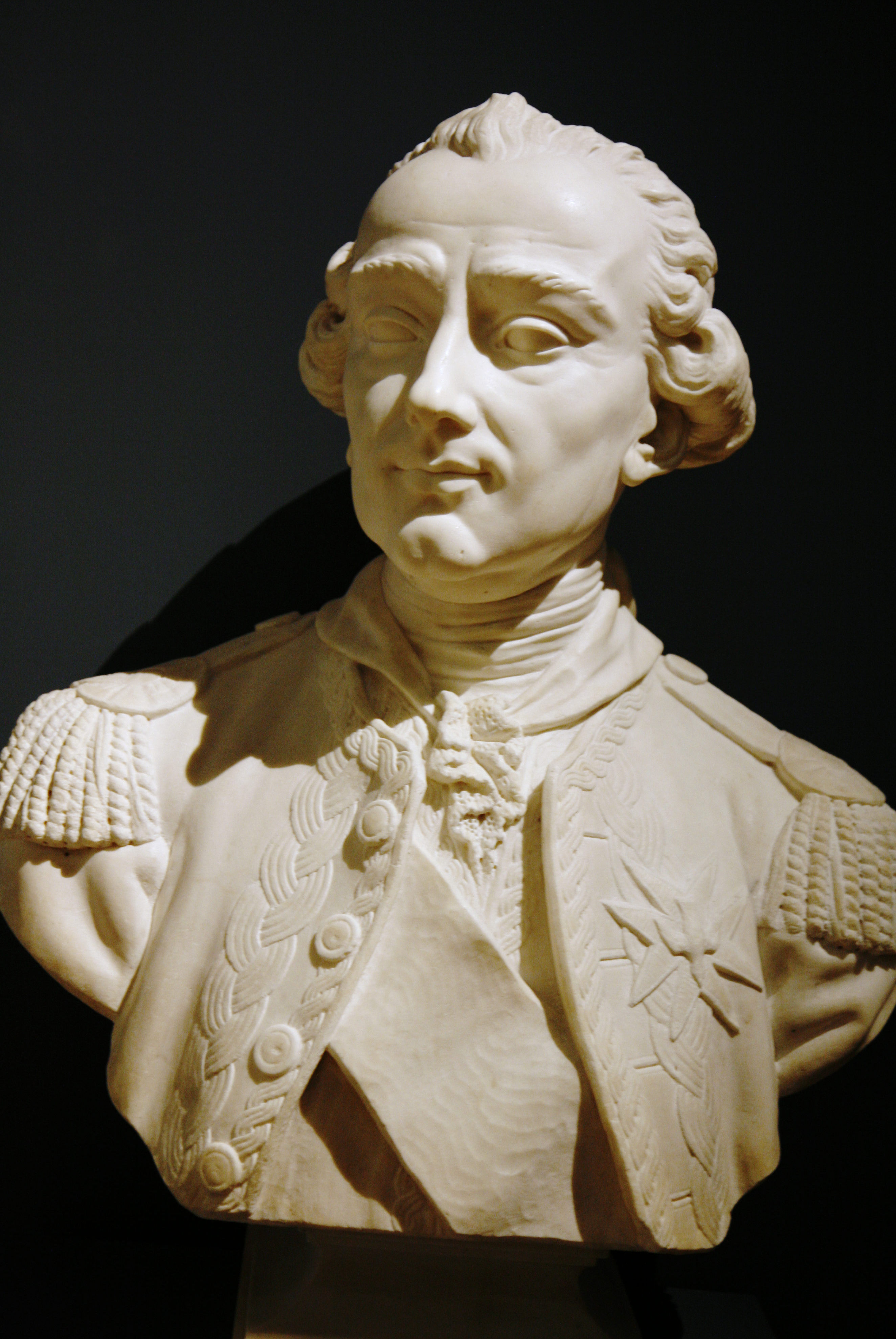
Busto de Charles Hector, Conde de Estaing
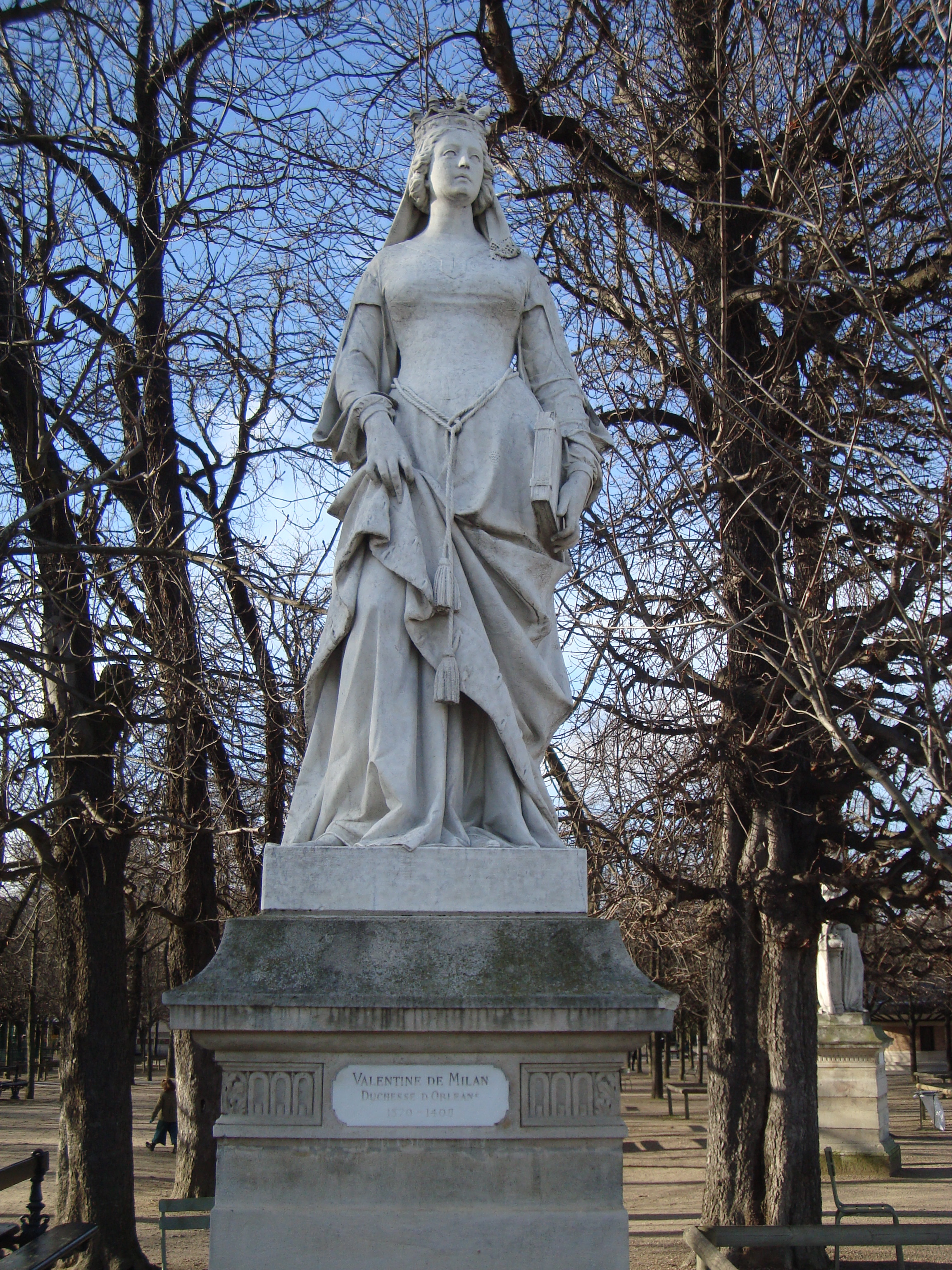
Valentina de Milán (1868) de la serie y Reinas de Francia y mujeres ilustres del Jardín de Luxemburgo
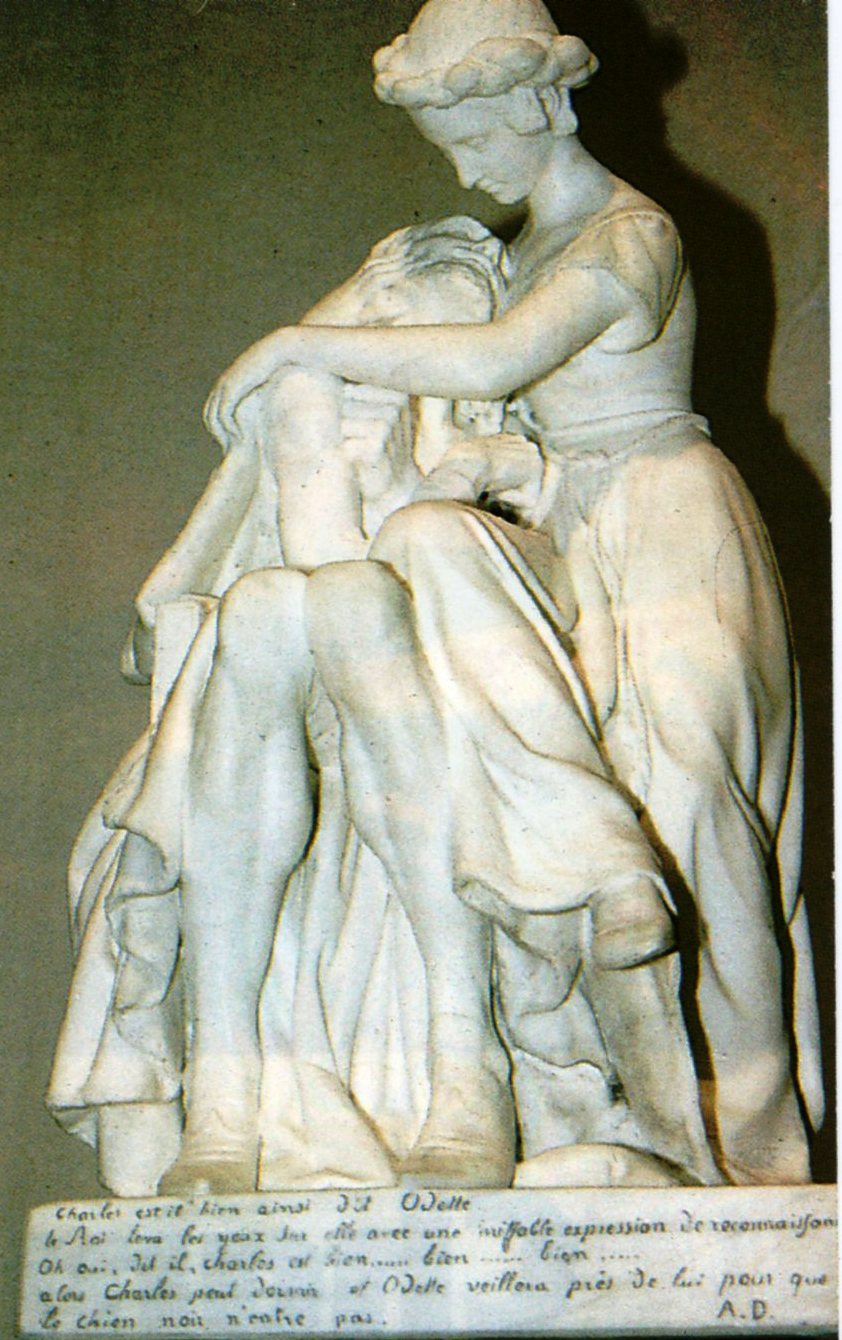
Carlos IV de Francia y Odette de Champdivers.

- Busto de Charles Hector, Conde de Estaing
- Valentina de Milán (1868) de la serie y Reinas de Francia y mujeres ilustres del Jardín de Luxemburgo
- Carlos IV de Francia y Odette de Champdivers.